# Chūō-ku (Saitama)
Pour les articles homonymes, voir Chūō-ku.
Chūō (中央区, Chūō-ku) est l'un des dix arrondissements de la ville de Saitama, situé dans la préfecture de Saitama, au Japon.

## Toponymie
Le toponyme « Chūō-ku » signifie littéralement « arrondissement central ». Cependant, le centre administratif de Saitama se trouve dans l'arrondissement voisin d'Urawa.

## Géographie

### Situation
Chūō-ku est situé dans le centre de la ville de Saitama et correspond en grande partie à l'ancienne ville de Yono, dans la préfecture de Saitama, au Japon.

### Démographie
Au 1er avril 2017, la population de Chūō-ku comptait 99 711 habitants (7,8 % de la population de la ville de Saitama), répartis sur une superficie de 8,39 km2.

## Culture locale et patrimoine
- Saitama Super Arena

## Transports
L'arrondissement est desservi par la ligne Saikyō de la compagnie JR East.